# Comodoria splendida
Comodoria splendida är en fjärilsart som beskrevs av Köhler 1952. Comodoria splendida ingår i släktet Comodoria och familjen nattflyn. Inga underarter finns listade i Catalogue of Life.